# ديفيد إم. بوتس
ديفيد إم. بوتس (بالإنجليزية: David M. Potts)‏ هو مهندس مدني ومهندس بريطاني، ولد في 26 أبريل 1952.